# 豫章 (後漢)
豫章（よしょう）は、後漢末期に登場する地名である。その名はいろいろな歴史書の隅にみられるが、『蜀書』諸葛亮伝や『献帝春秋』に多くみられる。
『蜀書』諸葛亮伝での記述では、諸葛亮の叔父の諸葛玄が豫章太守に就任するところから始められている。豫章太守の周術が病死したため、袁術は諸葛玄という者を新任の豫章太守として派遣してきたが、後漢朝廷は新任の豫章太守として朱皓を派遣してきて諸葛玄と交代させようとした。困った律義者の諸葛玄は、旧知の仲であった劉表を頼って荊州まで行き、朱皓が豫章太守に就任し、戦いは起こらなかった。
次に、『献帝春秋』での記述によれば、先に豫章城に入った諸葛玄を、後漢朝廷は朱皓と劉繇で攻撃するように命じた。双方に攻撃された諸葛玄は豫章城を放棄して近辺にある西城に逃げたが、劉繇の部将の笮融に扇動された西城の住民が反乱を起こして諸葛玄を殺し、その首を劉繇の下に届けた。
陳舜臣著『諸葛孔明 上』による説。別の学説によれば、朱皓は諸葛玄が先に豫章城に入ったと知るや、劉繇に救援を求めた。揚州牧の劉繇は孫策と戦って敗れた後であり、劉繇陣営に属していた人物鑑定家の許劭は救援して勢力を拡大すべし、と進言したため、劉繇は豫章城にいる諸葛玄に向けて兵を発し、その知らせを受けた諸葛玄はいち早く西城に撤退した。その頃劉繇陣営に属していた部将の笮融は主君殺しで知られていた。彼は中国初期の仏教徒としても知られている。それは宣伝効果のために使っているのであり、同じ仏教徒を集めて部下としていた。一度は自分を厚く待遇してくれた趙昱を、その配下の兵士を奪って略奪するために殺し、一度は同じ劉繇陣営に属していた薛礼を劉繇の救援として豫章城に行く道中で殺した。そのうえで配下の仏教徒に向かっては、自分を殺そうと企んだからだ、と説明した。その後、先に豫章城に入城した朱皓に続いて入城し、自分に対して厚くもてなしてくれた朱皓を殺してしまった。そこで、劉繇は笮融を攻め、笮融は敗れて西城まで後退し、そこにいた諸葛玄を攻めようとしたが、諸葛玄もまたいち早く撤退し、笮融は西城を占領した。しかし、笮融も許劭に扇動された部下に殺されてしまった。もともと笮融の配下の仏教徒は三度の主君殺しで笮融に不信感を持っており、それを許劭の間者があおったのだ。笮融を殺した仏教徒たちは諸葛玄を頼っていき、劉繇は西城に無血入城した。その後、劉繇は孫策に攻め殺され、豫章は孫策の領となった。
最後の学説での考えは、諸葛玄が住民に殺された、というのは笮融が部下に殺されたのと取り違えたのと思われる。